# Campeonato Mundial de Parkour
El Campeonato Mundial de Parkour es la competición internacional más importante del deporte de parkour. Es organizado desde 2022 por la Federación Internacional de Gimnasia (FIG).

## Ediciones
| Núm. | Año  | Sede       | País  |
| ---- | ---- | ---------- | ----- |
| I    | 2022 | Tokio      | Japón |
| II   | 2024 | Kitakyushu | Japón |

## Medallero histórico
- Actualizado a Kitakyushu 2024.

| Núm. | País            | Oro | Plata | Bronce | Total |
| ---- | --------------- | --- | ----- | ------ | ----- |
| 1    | México          | 2   | 1     | 0      | 3     |
| 2    | Suecia          | 2   | 0     | 1      | 3     |
| 3    | China           | 1   | 1     | 0      | 2     |
| 4    | Grecia          | 1   | 0     | 0      | 1     |
| 4    | Suiza           | 1   | 0     | 0      | 1     |
| 4    | Ucrania         | 1   | 0     | 0      | 1     |
| 7    | Italia          | 0   | 2     | 1      | 3     |
| 8    | Japón           | 0   | 2     | 0      | 2     |
| 9    | Estados Unidos  | 0   | 1     | 1      | 2     |
| 10   | España          | 0   | 1     | 0      | 1     |
| 11   | Países Bajos    | 0   | 0     | 2      | 2     |
| 11   | República Checa | 0   | 0     | 2      | 2     |
| 13   | Francia         | 0   | 0     | 1      | 1     |
|      | TOTAL           | 8   | 8     | 8      | 24    |